# ジョルジュ・リヴィエール
ジョルジュ・リヴィエール（Georges Rivière, 1855年3月29日 - 1943年2月16日）は、フランスの作家、美術評論家。雑誌『印象派 (L'Impresionniste)』を刊行し、印象派を世に紹介した。

## 概要
ピエール＝オーギュスト・ルノワールとは、1874年に第1回印象派展が開催される前から親しかった。ルノワールの『ムーラン・ド・ラ・ギャレットの舞踏会』（1876年）では、右手のテーブルに、ノルベール・グヌットやフラン＝ラミとともにモデルとして描かれている。
1876年の第2回印象派展では、『レスプリ・モデルヌ（現代の精神）』誌に「絵画の非妥協派」と題する批評を掲載した。
1877年の第3回印象派展に際して、ルノワールの提案を受けて、雑誌『印象派』を出版した。その中で、リヴィエールは、次のように書いている。作品から主題を排除し、色調の対比と調和を求めた印象派の特質を突いている。
1921年、ルノワールの伝記、『ルノワールと友人たち』を執筆した。